# شیراز آدام
شیراز آدام (انگلیسی: Shiraz Adam؛ زادهٔ ۲ دسامبر ۱۹۷۹) بازیکن کریکت است.
او اهل زیمبابوه است.